# Лаппо, Анатолий Петрович
Анатолий Петрович Лаппо (бел. Анатоль Пятровіч Лапо, 24 мая 1963, Кулаковка, Белыничский район, Могилёвская область) — белорусский военный и государственный деятель. Председатель Государственного пограничного комитета Республики Беларуси с 29 декабря 2016 года, генерал-лейтенант (2020).
Из-за поддержки российской агрессии против Украины во время российско-украинской войны находится под персональными международными санкциями всех стран Европейского союза, США, Канады, Швейцарии, Японии, Украины.

## Биография
В 1986 году окончил Голицынское Высшее пограничное военно-политическое училище КГБ СССР имени Ворошилова, в 2001 году — Академию Федеральной пограничной службы Российской Федерации.
В 1981—1992 годах служил в Закавказском пограничном округе КГБ СССР: от рядового до начальника штаба погранкомендатуры. В 1992—2008 годах проходил службу в Сморгонском пограничном отряде, с 2004 года являлся начальником этого отряда. Под его командованием отряд добился почётного звания «Передовая часть органов пограничной службы Республики Беларусь».
В 2008 году был назначен на должность заместителя начальника главного оперативного управления Государственного пограничного комитета Республики Беларусь, а затем — заместителя председателя Госпогранкомитета. 29 декабря 2016 года был назначен председателем Государственного пограничного комитета Республики Беларусь.
В октябре 2020 года присвоено воинское звание генерал-лейтенант.
30 мая 2023 года был освобожден от должности.

## Международные санкции
После начала миграционного кризиса Лаппо 2 декабря 2021 года был включён в санкционные списки Европейского союза, США и Канады. 20 декабря к санкциям ЕС присоединилась Швейцария, а 22 декабря — Албания, Исландия, Лихтенштейн, Норвегия, Северная Македония, Сербия, Черногория. В марте 2022 года Анатолий Лаппо попал под санкции Японии, а в октябре — Украины.
Из-за поддержки российской агрессии против Украины во время российско-украинской войны находится под персональными международными санкциями разных стран. С 2 декабря 2021 года был включен в санкционный список всех стран Европейского союза, Соединённых Штатов Америки, Канады. С 20 декабря 2021 года находится под санкциями Швейцарии. С 3 марта 2022 под персональными санкциями Японии.
Указом президента Украины Владимира Зеленского с 19 октября 2022 года находится под санкциями Украины.

## Награды
- Орден «За службу Родине 3-й степени»
- Медаль «За боевые заслуги», СССР
- Медаль «За безупречную службу» I степени
- Медаль «За безупречную службу» II степени
- «Заслуженный пограничник Республики Беларусь»